# Scolosanthus selleanus
Scolosanthus selleanus är en måreväxtart som beskrevs av Ignatz Urban och Erik Leonard Ekman. Scolosanthus selleanus ingår i släktet Scolosanthus och familjen måreväxter.
Artens utbredningsområde är Haiti. Inga underarter finns listade i Catalogue of Life.